# 31-й гвардейский истребительный авиационный полк
31-й гвардейский истребительный авиационный Никопольский Краснознамённый, ордена Суворова полк имени Героя Советского Союза Н. Е. Глазова (31-й гв. иап) — воинская часть ВВС Вооружённых Сил СССР, принимавшая участие в боевых действиях Великой Отечественной войны, вошедшая в состав ВВС России.

## Наименования полка

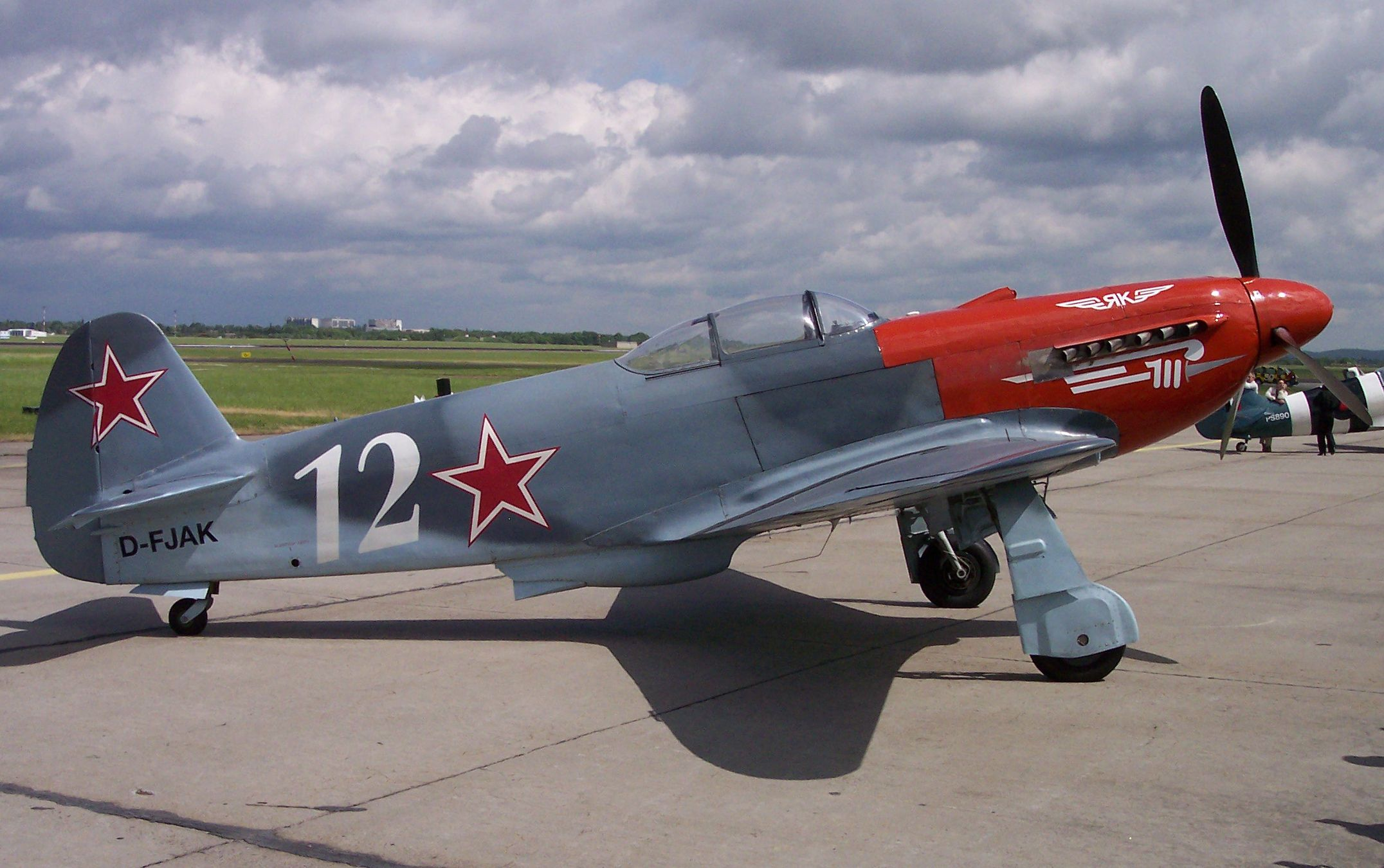
Истребитель Як-3

- 273-й истребительный авиационный полк;
- 31-й гвардейский истребительный авиационный полк;
- 31-й гвардейский истребительный авиационный Никопольский полк;
- 31-й гвардейский истребительный авиационный Никопольский Краснознамённый полк;
- 31-й гвардейский истребительный авиационный Никопольский Краснознамённый ордена Суворова полк;
- 31-й гвардейский истребительный авиационный Никопольский Краснознамённый ордена Суворова полк имени Героя Советского Союза Н. Е. Глазова;
- Войсковая часть (Полевая почта) 20112, после октября 1951 года — 57669[1].

## Создание полка
31-й гвардейский истребительный авиационный полк образован 22 ноября 1942 года путём преобразования из 273-го истребительного авиационного полка на основании приказа НКО СССР.

## Расформирование полка
31-й гвардейский истребительный авиационный Никопольский Краснознамённый, ордена Суворова полк имени Героя Советского Союза Н. Е. Глазова был расформирован в ходе реформы в составе 51-го авиационного корпуса 4-й армии ВВС и ПВО в 2009 году.
1 января 2014 года был сформирован новый 31-й истребительный авиационный полк с базированием в Миллерово. В качестве основного вооружения истребители Су-30СМ новой постройки, поступающие с 2015 года. Завершение поставок двух эскадрилий запланировано на конец 2016 года. Третья эскадрилья планируется вооружаться самолётами Су-35С. На данный момент полк вооружён самолётами МиГ-29. Однако этому полку не переданы знамя и награды бывшего 31-го гвардейского истребительного авиационного полка, поэтому правопреемником этого полка новый полк не является. Именно такого правопреемства пытаются добиться ветераны бывшего 31-го гвардейского истребительного авиационного полка.

## В действующей армии
В составе действующей армии:
- с 27 ноября 1942 года по 12 мая 1944 года,
- с 14 июля 1944 года по 11 мая 1945 года.

## Командиры полка
- гвардии капитан Ровнин Андрей Никифорович, 24.08.1941 — 04.04.1942
- гвардии майор Кошевой Илья Тимофеевич 10.05.1942 — 29.05.1942 (погиб)
- гвардии майор Суворов Иван Павлович 29.05.1942 — 06.09.1942
- гвардии старший батальонный комиссар Трощенко Яков Александрович 11.1942 — 04.11.1942 (погиб)
- гвардии майор, подполковник Еремин Борис Николаевич 21.11.1942 — 29.12.1943
- гвардии майор, подполковник Куделя Свирид Харитонович 29.12.1943 — 1950
- гвардии подполковник Григорук Н  1976 - 1978
- гвардии полковник Петерсон Виктор Викторович 08.08.1990-26.06.1996
- гвардии полковник Олег Соловьёв, 2000

## В составе соединений и объединений

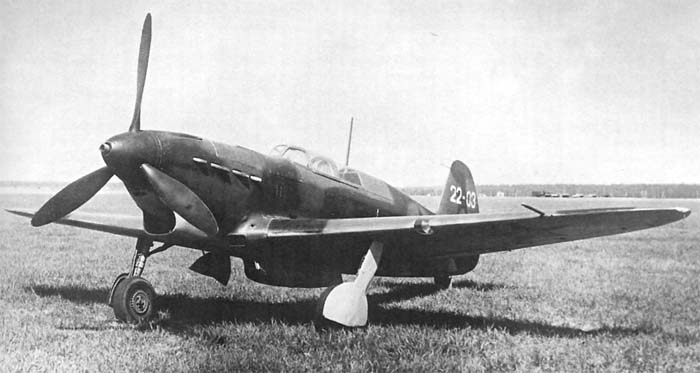
Истребитель Як-7

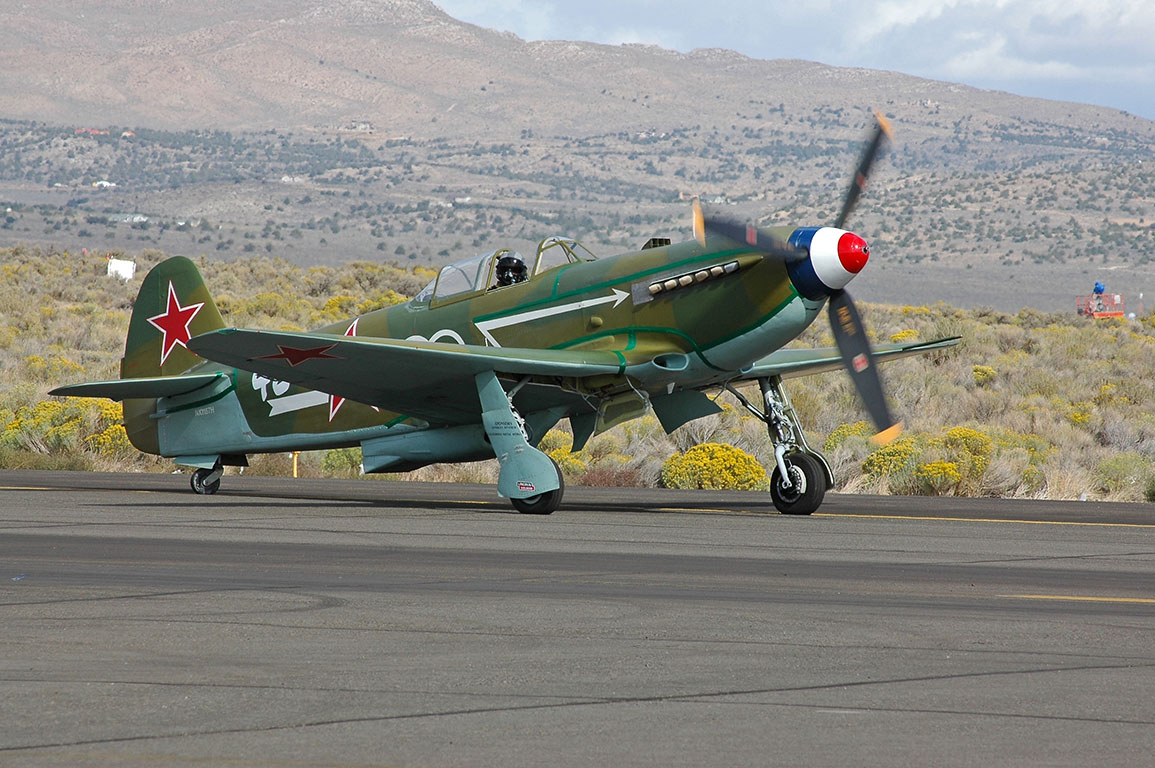
Самолёт Як-9

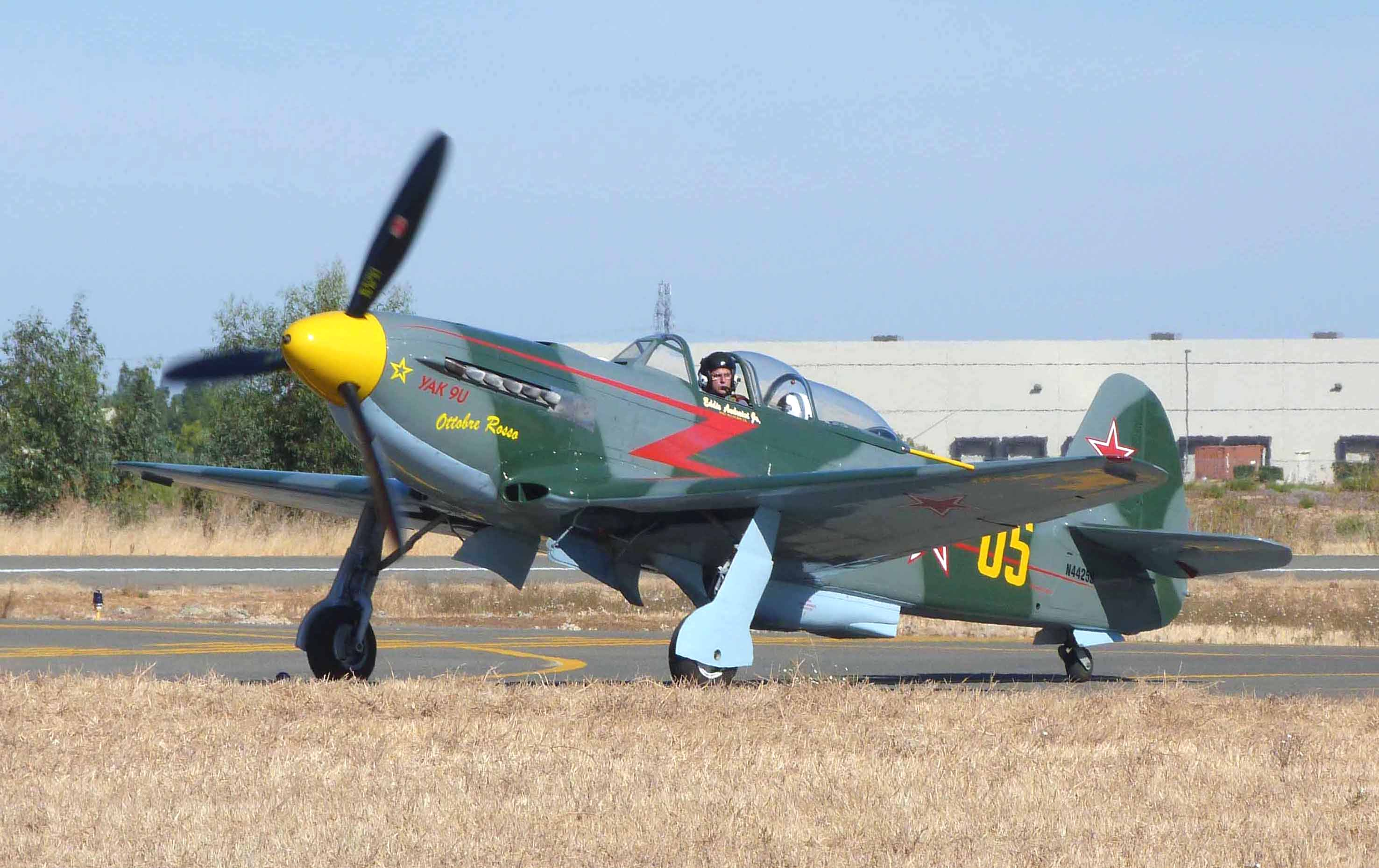
Як-9У

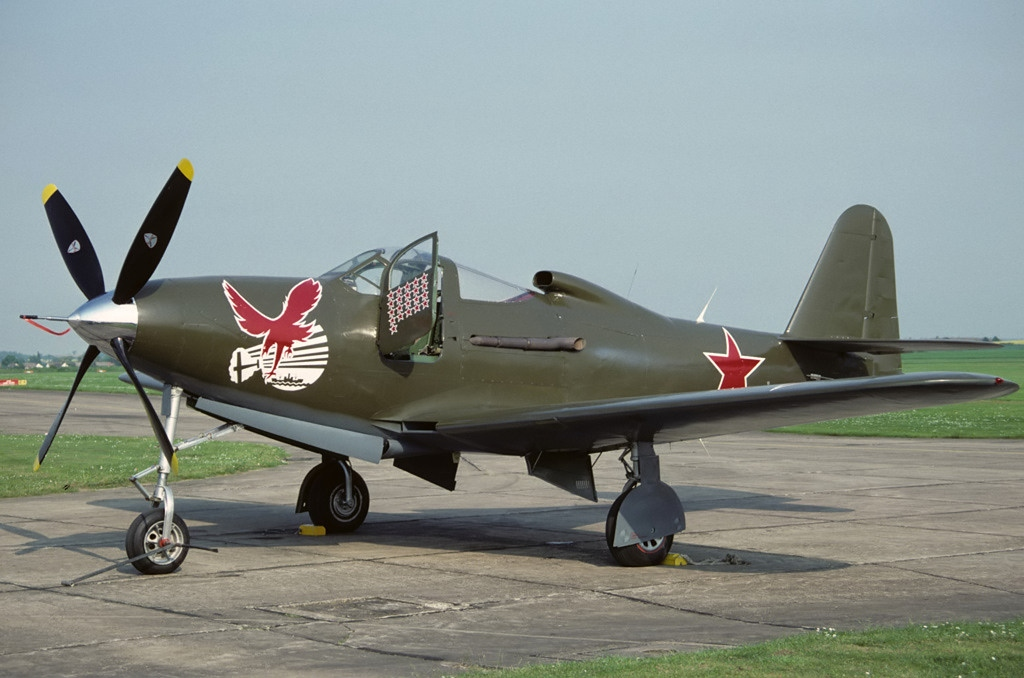
Bell RP-63C Kingcobra

| Период        | Фронт (округ)                                   | армия                | корпус          | дивизия                                            | примечание                                    |
| ------------- | ----------------------------------------------- | -------------------- | --------------- | -------------------------------------------------- | --------------------------------------------- |
| 22.11.1942 г. | Сталинградский фронт                            | 8-я воздушная армия  |                 | 268-я истребительная авиационная дивизия           | Полк преобразован в гвардейский, Як-1, Як-7Б, |
| 02.02.1943 г. | Южный фронт                                     | 8-я воздушная армия  |                 | 6-я гвардейская истребительная авиационная дивизия | Як-1, Як-7Б                                   |
| 20.10.1943 г. | 4-й Украинский фронт                            |                      |                 | 6-я гвардейская истребительная авиационная дивизия | Як-1, Як-7Б, Як-9                             |
| 13.07.1944 г. | 1-й Украинский фронт                            | 2-я воздушная армия  |                 | 6-я гвардейская истребительная авиационная дивизия | Як-9                                          |
| 01.09.1944 г. | 2-й Украинский фронт                            | 5-я воздушная армия  |                 | 6-я гвардейская истребительная авиационная дивизия | Як-9                                          |
| 01.04.1944 г. | 2-й Украинский фронт                            | 5-я воздушная армия  |                 | 6-я гвардейская истребительная авиационная дивизия | получил 4 самолёта Як-9У                      |
| 01.06.1945 г. | 2-й Украинский фронт                            | 5-я воздушная армия  |                 | 6-я гвардейская истребительная авиационная дивизия | Як-9 и 4 Як-9У                                |
| 17.08.1945 г. | Одесский военный округ                          |                      |                 | 6-я гвардейская истребительная авиационная дивизия | Як-9 и 4 Як-9У, аэр. Бельцы                   |
| 01.06.1946 г. | Одесский военный округ                          |                      |                 | 6-я гвардейская истребительная авиационная дивизия | переучивание на самолёты Bell P-63 Kingcobra  |
| 23.10.1951 г. | Одесский военный округ                          | 48-я воздушная армия |                 | 6-я гвардейская истребительная авиационная дивизия | переучивание на самолёты Bell P-63 Kingcobra  |
| 28.10.1951 г. | Группа советских оккупационных войск в Германии | 24-я воздушная армия |                 | 6-я гвардейская истребительная авиационная дивизия | Bell P-63 Kingcobra                           |
| 16.11.1951 г. | Группа советских войск в Германии               | 24-я воздушная армия |                 | 6-я гвардейская истребительная авиационная дивизия | переучивание на МиГ-15                        |
| 15.06.1993 г. | Северо-Кавказский военный округ                 | 4-я армия ВВС и ПВО  | 51-й корпус ПВО |                                                    | МиГ-29                                        |
| 09.2009 г.    | Северо-Кавказский военный округ                 | 4-я армия ВВС и ПВО  | 51-й корпус ПВО |                                                    | МиГ-29, полк расформирован                    |

## Участие в сражениях и битвах
- Миусская операция — с 17 июля 1943 года по 2 августа 1943 года.
- Донбасская операция (1943) — с 13 августа 1943 года по 22 сентября 1943 года.
- Мелитопольская операция — с 26 сентября 1943 года по 5 ноября 1943 года.
- Никопольско-Криворожская операция — с 30 января 1944 года по 29 февраля 1944 года.
- Крымская операция (1944) — с 8 апреля 1944 года по 12 мая 1944 года.
- Львовско-Сандомирская операция — с 13 июля 1944 года по 3 августа 1944 года.
- Дебреценская операция — с 6 октября 1944 года по 28 октября 1944 года.
- Будапештская операция — с 29 октября 1944 года по 13 февраля 1945 года.
- Моравско-Остравская операция — с 10 марта 1945 года по 5 мая 1945 года.
- Венская операция — с 16 марта 1945 года по 15 апреля 1945 года.
- Братиславско-Брновская операция — с 25 марта 1945 года по 5 мая 1945 года.
- Пражская операция — с 6 мая 1945 года по 11 мая 1945 года.

## Почётные наименования
- 31-му гвардейскому истребительному авиационному полку 13 февраля 1944 года за отличие в боях за ликвидацию Никопольского плацдарма немцев присвоено почётное наименование «Никопольский»[5]
- В апреле 1995 года полку присвоено почётное наименование имени Героя Советского Союза Глазова Николая Елизаровича

## Награды
- За образцовое выполнение заданий командования в боях за город Севастополь и проявленные при этом геройство, доблесть и мужество 31-й гвардейский истребительный авиационный Никопольский полк награждён орденом Красного Знамени[6]
- За образцовое выполнение заданий командования в боях с немецкими захватчиками при овладении города Вена и проявленные при этом доблесть и мужество 31-й гвардейский истребительный авиационный Никопольский Краснознамённый полк награждён орденом Суворова III степени[7]
- В 1972 году за высокую боевую готовность и отличные действия на учениях полк награждён вымпелами министра обороны СССР «За мужество и воинскую доблесть».
- В 1983 году за высокую боевую готовность и отличные действия на учениях полк награждён вымпелами министра обороны СССР «За мужество и воинскую доблесть».

## Отличившиеся воины полка
- Выдриган, Николай Захарович, гвардии старший лейтенант, командир звена 31-го гвардейского истребительного авиационного полка 6-й гвардейской истребительной авиационной дивизии 5-й воздушной армии 15 мая 1946 года удостоен звания Героя Советского Союза. Золотая Звезда не вручена в связи с гибелью.
- Ерёмин, Борис Николаевич, командир 31-го гвардейского истребительного авиационного полка 6-й гвардейской истребительной авиационной дивизии 8-й воздушной армии в 1942—1943 гг.
- Глазов Николай Елизарович, гвардии лейтенант, заместитель командира 1-й эскадрильи 31-го гвардейского истребительного авиаполка 268-й истребительной авиадивизии 8-й воздушной армии Южного фронта
- Морозов, Фотий Яковлевич, гвардии старший лейтенант, заместитель командира эскадрильи 31-го гвардейского истребительного авиационного полка 6-й гвардейской истребительной авиационной дивизии 8-й воздушной армии 28 сентября 1943 года удостоен звания Героя Советского Союза. Золотая Звезда № 1139.
- Нестеров, Игорь Константинович, гвардии лейтенант, командир звена 31-го гвардейского истребительного авиационного полка 6-й гвардейской истребительной авиационной дивизии 8-й воздушной армии 1 ноября 1943 года удостоен звания Героя Советского Союза. Золотая Звезда № 1276.
- Пишкан, Иван Аникеевич, гвардии капитан, командир эскадрильи 31-го гвардейского истребительного авиационного полка 6-й гвардейской истребительной авиационной дивизии 8-й воздушной армии 1 ноября 1943 года удостоен звания Героя Советского Союза. Золотая Звезда № 1279.
- Решетов Алексей Михайлович, гвардии капитан, командир эскадрильи 31-го гвардейского истребительного авиационного полка 268-й истребительной авиадивизии 8-й воздушной армии Южного фронта, гвардии капитан 1 мая 1943 года удостоен звания Героя Советского Союза. Золотая Звезда № 732
- Шапиро, Валентин Ефимович, гвардии старший лейтенант, командир звена 31-го гвардейского истребительного авиационного полка 6-й гвардейской истребительной авиационной дивизии 5-й воздушной армии 15 мая 1946 года удостоен звания Героя Советского Союза. Золотая Звезда № 8983.

## Статистика боевых действий
Всего за годы Великой Отечественной войны полком:
| Выполнено боевых вылетов | Сбито самолётов в воздухе | Уничтожено самолётов всего |
| ------------------------ | ------------------------- | -------------------------- |
| 16677                    | 213                       | 219                        |

Свои потери:
| Потеряно самолётов, всего | Погибло лётчиков всего | Погибло лётчиков в воздушных боях | Не вернулись с боевого задания | Погибло при налётах и прочие небоевые потери | Погибло в авиакатастрофах и умерло от ран |
| ------------------------- | ---------------------- | --------------------------------- | ------------------------------ | -------------------------------------------- | ----------------------------------------- |
| 174                       | 83                     | 29                                | 34                             | 1                                            | 7                                         |

## Интересный факт
- Лётчик полка старший лейтенант Решетов «за самосуд» в августе 1942 года был осуждён судом военного трибунала за расстрел самолёта своего ведомого (лётчик остался жив). Ведомый лётчик неоднократно в бою из-за трусости бросал своего ведущего и выходил из боя. Штрафной срок старший лейтенант Решетов отбывал в своём полку. Уже 1 мая 1943 года старший лейтенант Решетов Алексей Михайлович был удостоен звания Герой Советского Союза. Гвардии майор Решетов закончил войну в должности командира эскадрильи, имея на боевом счету сбитых самолётов: 22 лично и 10 в группе, боевых вылетов 821[9][10].

## Послевоенная история полка
После войны 17 августа 1945 года полк в составе 6-й гвардейской иад перебазировался из Чехословакии в Одесский военный округ на аэродром Бельцы. В июне 1946 года приступил к переучиванию на американские самолёты Р-63 «Кингкобра». В период с 23 по 28 октября 1951 года в составе 6-й гвардейской иад перебазировался из 48-й воздушной армии Одесского военного округа в состав 24-й воздушной армии Группы советских оккупационных войск в Германии. С 16 ноября 1951 года по 7 марта 1952 года полк переучился на реактивные истребители МиГ-15. Полк эксплуатировал самолёты: МиГ-17Ф (ПФ) с 1954 по 1963 годы, МиГ-21 ПФ (1963—1972), МиГ-21 ПФМ (1968—1974), МиГ-23М (08.1973 — 03.1989), МиГ-29 — с 03.1989 года.
15 июня 1993 года 31-й гвардейский истребительный авиационный полк выведен из Германии в Северо-Кавказский военный округ на аэродром Зерноград Ростовской области. Осенью 2009 года полк расформирован в ходе реформы Вооружённых сил Российской Федерации. Самолёты перебазированы на военный аэродром Миллерово.